# Golful Saint-Augustin
Golful Saint-Augustin este situat în regiunea Atsimo-Andrefana] pe coasta de sud-vest a Madagascarului la Strâmtoarea Mozambic. Acest golf este gura de vărsare a râului Onilahy la o distanță de 35 de kilometri sud de Toliara.